# Općina Bosilovo
Općina Bosilovo (makedonski: Општина Босилово) je jedna od 80 općina Sjeverne Makedonije koja se prostire na jugoistoku Sjeverne Makedonije. 
Upravno sjedište ove općine je selo Bosilovo, s 1 698 stanovnika.

## Zemljopisne osobine
Općina Bosilovo prostire se najvećim dijelom na sjeverostočnom dijelu Strumičke doline. Sjeverni planinski dio općine penje se po obroncima planine Ogražden. 
Općina Bosilovo graniči s Općinom Berovo na sjeveru, s Općinom Novo Selo na istoku, s Općinom Strumica na jugu, te s Općinom Vasilevo na zapadu.
Ukupna površina Općine Bosilovo je 161,99 km².

## Stanovništvo
Općina Bosilovo  ima   22 988 stanovnika. Po popisu stanovnika iz 2002. nacionalni sastav stanovnika u općini bio je sljedeći; .

## Naselja u Općini Bosilovo
Ukupni broj naselja u općini je 16, od kojih su svih 16 sela.

## Pogledajte i ovo
- Planina Ogražden
- Sjeverna Makedonija
- Općine Sjeverne Makedonije

## Vanjske poveznice
- / Službene stranice općine Bosilovo  Arhivirana inačica izvorne stranice od 25. lipnja 2008. (Wayback Machine)
- Općina Bosilovo na stranicama Discover Macedonia